# Медляк зерновой
Медляк зерновой, или чернотелка дерновая (лат. Crypticus quisquilius) — вид жуков-чернотелок. Длина тела взрослых насекомых (имаго) 4,6—6 мм. Первый членик передних лапок удлинённый, не уплощён и не расширен. Последний членик нижнечелюстного щупика у самцов широко округлённый. У самок надкрылья у́же переднеспинки, суживающиеся по направлению к вершине.

## ссылки
- Систематика и синонимия (англ.). BioLib. Дата обращения: 19 ноября 2011.